# کسی نیست همه داستان‌ها را به یاد بیاورد
کسی نیست همه داستان‌ها را به یاد بیاورد نمایشنامه‌ای از محمد چرمشیر است. این نمایشنامه بارها در سالن‌های مختلف تئاتر به‌روی صحنه رفته‌است.
نمایش کسی نیست همه داستان‌ها را به یاد آورد به کارگردانی رضا حداد، در سال‌های ۱۳۸۲ و ۱۳۹۳ اجرا شده‌است و فیلم‌تئاتر اجرای سال ۱۳۹۳ در سالن استاد فریدون ناصری نمایش داده شده‌است.